# Синклинала
Синклинала је термин структурне геологије за наборни облик који у језгру има најмлађе слојеве. 
Супротно од синклинале, антиклинала је набони облик у чијем језгру се налазе најстарије стене. Уопште посматрано, за наборни облик који је конвексан наниже користи се термин синформа а након установљавања релативне старости слојева од којих су изграђена крила и језгро набора говори се да је реч о синклинали или антиклинали, јер може бити реч и о преврнутим наборима.
Синклиноријум је сложена (километарских дужина) синформна структура највишег реда, коју изграђују наборни облици нижег реда. Генерално, синклиноријум је, као и синклинала, облик који је конвексан наниже. 